# Niklas
Niklas (дат. Niklas Holmgreen Fridh; род. 16 сентября 1983) — датский рэп-исполнитель и автор песен. Родился в Копенгагене, но до 13-ти лет жил в Швеции. Стал известен благодаря своим песням «Ingen dikkedarer» в 2010 и «Chiller, når du flexer» 2011, они были выложены на YouTube. Niklas подписал контракт с компанией звукозаписи Sony Music, на нём он выпустил свой первый официальный сингл «Ikke mer» mig (Niklas ***dig).

## Дискография

### Мини-альбомы
- EP 1 (2011)
- EP 2 (2012)

### Студийный альбом
- CD 1 (2012)

### Синглы
| Год  | Сингл                             | Позиции в чарте | Альбом |
| Год  | Сингл                             | DEN             | Альбом |
| ---- | --------------------------------- | --------------- | ------ |
| 2011 | «Ikke mer' mig (Niklas f*** dig)» | 10              |        |
| 2011 | «Top Swag»                        | 19              |        |
| 2011 | «Ingen Dikkerdarer»               | 40              |        |
| 2012 | «Veninder»                        | 30              |        |
| 2017 | «Follow Me»                       | 25              |        |

Другие синглы
| Год  | Сингл                                                                                               | Позиции в чарте | Альбом |
| Год  | Сингл                                                                                               | DEN             | Альбом |
| ---- | --------------------------------------------------------------------------------------------------- | --------------- | ------ |
| 2011 | «Det går ned» (Yepha feat. Niklas)                                                                  | 10              |        |
| 2012 | «Nede med koldskål» (Klumben feat. Niklas, Shaka Loveless, Mette Lax, Djämes Braun & Steggerbomben) | -               |        |

### Совместные синглы
- Yepha — «Det gár Net» feat. Niklas (2012)
- Rasmus Thude — «Fest med de bedst» feat. Niklas (2012)
- Klumben — «Nede med Koldskål» feat. Niklas, Shaka Loveless, Mette Lax, Djämes Braun, & Steggerbomben (2012)
- Darwich — «Ta’ det af» feat. Niklas (2014)
- ADHD — «Bad» feat. Niklas (2016)